# Le Marin des mers de Chine
Série
Le Marin des mers de Chine 2
(1987)
Pour plus de détails, voir Fiche technique et Distribution.
Le Marin des mers de Chine (A計劃, 'A' gai waak) est un film hongkongais réalisé par Jackie Chan, sorti en 1983.

## Synopsis
Hong Kong, colonie anglaise, au début du XXe siècle. Le gouverneur en place envoie la marine dans les mers de Chine méridionale et orientale pour combattre Lo Sam Paô, chef des pirates. Mais un sabotage va compromettre le départ. Dragon et ses comparses vont élaborer un plan pour arrêter Lo Sam Paô.

## Fiche technique
- Titre français : Le Marin des mers de Chine
- Titre original : A計劃 ('A' gai waak)
- Titre anglais : Project A
- Réalisation : Jackie Chan
- Scénario : Jackie Chan et Edward Tang
- Production : Leonard Ho, Edward Tang et Raymond Chow
- Musique : Michael Lai et Nicolás Rivera
- Photographie : Cheung Yiu-Tsou
- Montage : Peter Cheung
- Décors : Poon Yuen Wo, Sing Jim Fook et So Lok Tung
- Pays d'origine : Hong Kong
- Format : couleurs - 2,35:1 - Mono - 35 mm
- Genre : Action et comédie policière
- Durée : 106 minutes
- Dates de sortie :
  - Hong Kong : 22 décembre 1983
  - France : 23 mars 1988

## Distribution
- Jackie Chan (VF : Jacques Bernard) : sergent Dragon Ma Yong
- Sammo Hung (VF : Gérard Boucaron) : Fei
- Yuen Biao : inspecteur Hong-Ti-Tsu
- Dick Wei : Lo Sam Paô
- Mars : Jaws
- Tai Po : Tai
- Cheung Wu-Long : videur du club
- Kwan Hoi-san (VF : Roger Darmel) : capitaine Chi
- Wan Fat : voyou
- Lau Hark-Sun (VF : Jacques Garcia) : amiral

## Autour du film
- Une des cascades mettant en scène la chute d'une tour faillit coûter la vie à Jackie Chan, l'acteur passant à travers les sécurités prévues pour ralentir sa chute. Cette scène était initialement un clin d'œil à un film de Harold Lloyd. Elle fut conservée dans le montage final.
- Une suite, Le Marin des mers de Chine 2 ('A' gai waak juk jaap), toujours réalisée et interprétée par Jackie Chan, est sortie en 1987.

## Récompenses
- Prix des meilleures chorégraphies (Jackie Chan et Sammo Hung) et nomination au prix du meilleur acteur (Jackie Chan), lors des Hong Kong Film Awards 1985.